# 藤岡飯野町
藤岡飯野町（ふじおかいいのちょう）は、愛知県豊田市の町名。19の小字が存在する。

## 地理
豊田市北西部、藤岡地区の中央部に位置し、東は御作町、西は迫町、南は深見町、北は木瀬町に接する。

### 河川
- 飯野川

### 池沼
- 飯野新池
- 北洞池
- 小挟間池
- 柏原池
- 柏原新池

### 小字
- 池下（いけした）
- 井ノ脇（いのわき）
- 大川ケ原（おおかわがはら）
- 太田代（おおたしろ）
- 釜下（かました）
- 五釜（ごかま）
- 小田（こだ）
- 坂口（さかぐち）
- 下貝戸（しもがいと）
- 神田（じんで）
- 田中（たなか）
- 田ノ平（たのひら）
- 辻戸（つじど）
- 出口（でぐち）
- 仲ノ下（なかのした）
- 二反田（にたんだ）
- 平畑（ひらはた）
- 向屋下（むこうやげ）
- 弥治前（やじまえ）

## 世帯数と人口
2024年（令和6年）4月1日現在の世帯数と人口は以下の通りである。
| 町丁       | 世帯数  | 人口    |
| ---------- | ------- | ------- |
| 藤岡飯野町 | 608世帯 | 1,517人 |

## 学区
市立小・中学校に通う場合、学区は以下の通りとなる。
| 番・番地等 | 小学校             | 中学校             | 高等学校普通科 |
| ---------- | ------------------ | ------------------ | -------------- |
| 全域       | 豊田市立飯野小学校 | 豊田市立藤岡中学校 | 三河学区       |

## 歴史
加茂郡（西加茂郡）飯野村を前身とする。

### 沿革
- 1889年（明治22年）10月1日 - 町村制施行・合併に伴い、西加茂郡藤河村大字飯野となる[6]。
- 1906年（明治39年）4月1日 - 合併に伴い、藤岡村大字飯野となる[6]。
- 1978年（昭和53年）4月1日 - 町制施行に伴い、藤岡町大字飯野となる[6]。
- 2005年（平成17年）4月1日 - 豊田市へ編入し、同市藤岡飯野町に改称。

### 史跡
- 田ノ平遺跡
- 釜下遺跡
- 向屋下遺跡
- 下貝戸遺跡
- 飯野・迫古窯跡群

## 施設

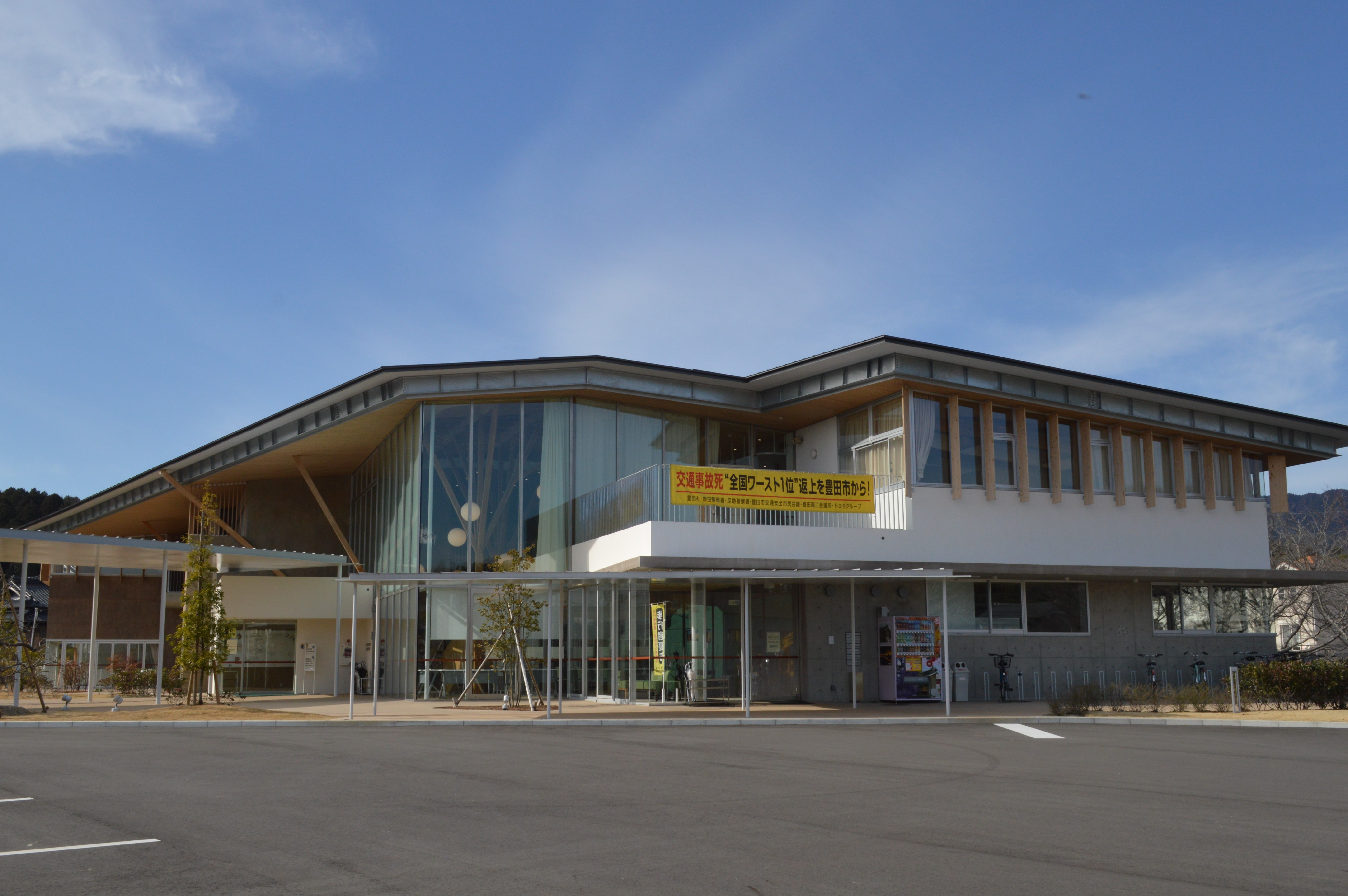
豊田市役所藤岡支所・藤岡交流館
- 豊田市立飯野小学校
- 豊田市立飯野こども園
- 飯野ひかり幼稚園
- 豊田市藤岡民俗資料館
- 豊田市藤岡体育センター
- 豊田市藤岡ふれあいの館
- 藤岡保健センター
- 藤岡テニスコート
- グリーン・クリーンふじの丘
- 豊田警察署藤岡交番
- 豊田信用金庫藤岡支店
- 瀬戸信用金庫藤岡支店
- JAあいち豊田藤岡支店・藤岡営農センター
- 藤岡郵便局
- NTT西日本豊田藤岡電話交換所
- アイシン化工
- 豊通鋼管藤岡工場
- 豊田通商グラウンド
- 林宗寺
- 飯野秋葉神社
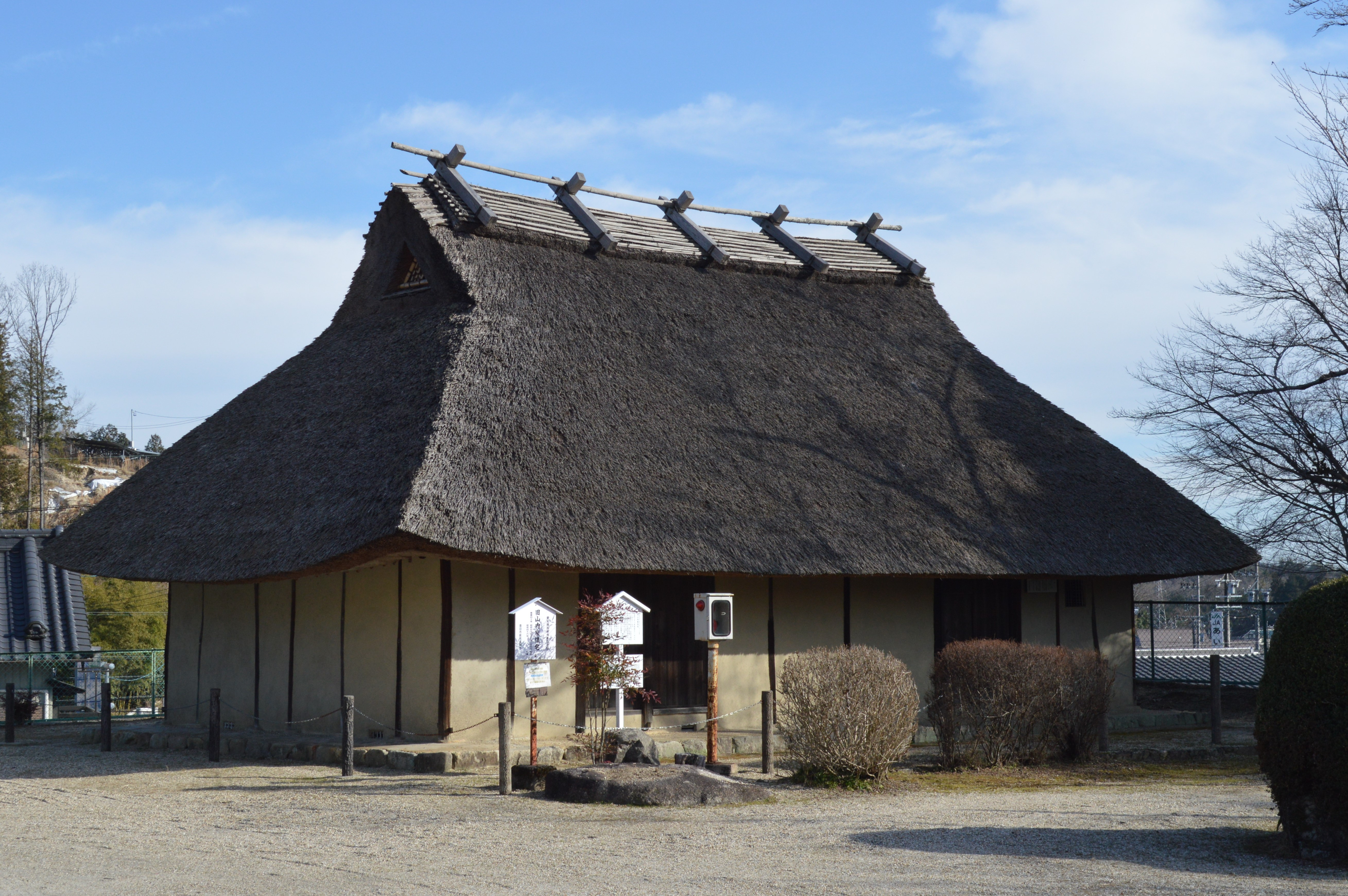
旧山内家住宅

- 豊田市役所藤岡支所
- 旧山内家住宅

## 交通
- 国道419号
- 愛知県道33号瀬戸設楽線
- 愛知県道350号北一色東広瀬線

## その他

### 日本郵便
- 郵便番号 : 470-0451[2]（集配局：藤岡郵便局[7]）。